# Pleugriffet
Pleugriffet [pløgʁifɛt] est une commune française, située dans le département du Morbihan en région Bretagne.

## Géographie

### Localisation
Le bourg de Pleugriffet est situé à vol d'oiseau à 22 km au nord-ouest de Ploërmel, à 23 km au sud-est de Pontivy et à 36 km au nord de Vannes. La commune appartient sur le plan administratif à l'arrondissement de Pontivy et à la communauté de communes de Pontivy communauté et sur le plan des traditions au pays Gallo et au Pays de Baud (Bro Baod). 
| Crédin  | Bréhan      | Forges de Lanouée |
| Réguiny | Pleugriffet | Forges de Lanouée |
| Radenac | Lantillac   | Guégon            |

### Paysage et relief
La commune de Pleugriffet présente un relief de plateau ondulant faiblement. Le bourg occupe le sommet d'une colline. L'église se trouve à une altitude de 102 mètres. L'Oust borde la commune à l'est et coule dans une vallée faiblement encaissée. Les ruisseaux qui arrosent la commune sont tous des tributaires de l'Oust : le ruisseau de La Perche, le ruisseau de la ville Oger (limite sud). Le bocage est à l'état résiduel, la plupart des talus et des haies d'arbres ayant disparu au profit des grandes parcelles de céréales et les espaces boisés sont rares. La population se disperse dans de nombreux petits hameaux et écarts. Si la majorité d'entre-eux portent des noms de consonance française, un nombre non négligeable portent des noms bretons : Clévaleuc, La Croix Guen, Coëtdénan, Coët Maguet, Kerburel, Kerfouquet, Ker Normand, Kerpont, Le Bas Penhouët, Le Haut Penhouët, Penguilly, Quérant. Au nord-ouest de la commune, se dressent 10 éoliennes Gamesa (20 MW, EDF-Akuo) appartenant à un parc éolien constitué au total de 11 machines, la onzième étant sur la commune voisine de Crédin.
| - Carte topographique de la commune de Pleugriffet. |

### Hydrographie
Pour un article plus général, voir Réseau hydrographique du Morbihan.
La commune est située dans le bassin Loire-Bretagne. Elle est drainée par le canal de Nantes à Brest, l'Oust, l'Evel, la Perche, le Ville Oger, le Camet, le Lanriet, le ruisseau de la Noë Bernard, le ruisseau de Morlan et divers autres petits cours d'eau,.
Le canal de Nantes à Brest est un canal, chenal et un estuaire et un cours d'eau naturel navigable sur une grande partie de son cours, d'une longueur de 364 km, prend sa source dans la commune de Nort-sur-Erdre et se jette  dans la Loire à Nantes.  Les caractéristiques hydrologiques du canal de Nantes sont données par la station hydrologique située sur la commune. Le débit moyen mensuel est de 10,2 m3/s. Le débit moyen journalier maximum est de 215 m3/s, atteint lors de la crue du 7 février 2014. Le débit instantané maximal est quant à lui de 291 m3/s, atteint le même jour.

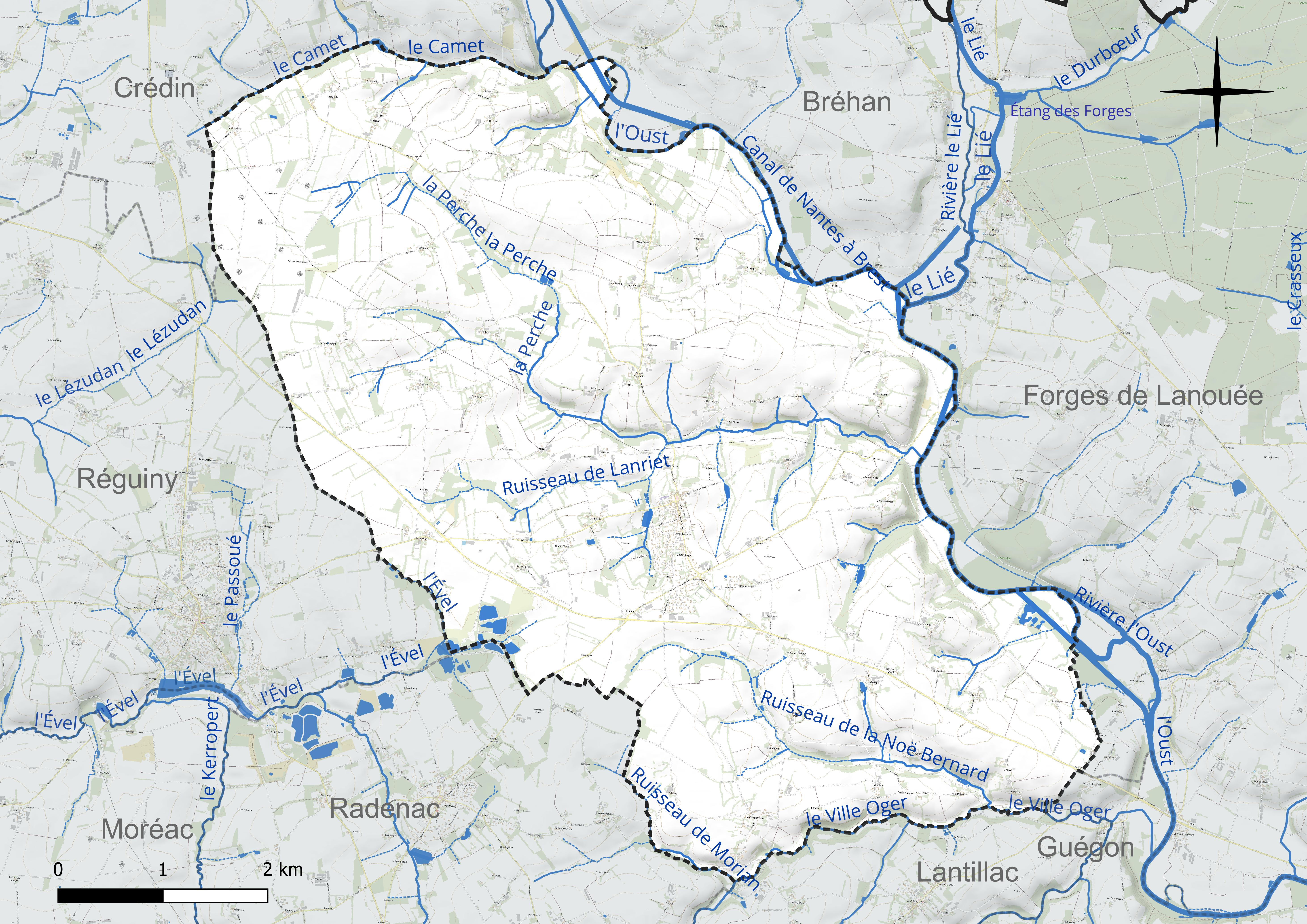
Réseau hydrographique de Pleugriffet.

L'Oust, d'une longueur de 145 km, prend sa source dans la commune de La Harmoye et se jette  dans la Vilaine à Rieux, après avoir traversé 46 communes. 
L'Ével, d'une longueur de 52 km, prend sa source dans la commune de Réguiny et se jette  dans le Blavet à Quistinic, après avoir traversé onze communes. 

### Climat
Pour des articles plus généraux, voir Climat de la Bretagne et Climat du Morbihan.
En 2010, le climat de la commune est de type climat océanique franc, selon une étude du CNRS s'appuyant sur une série de données couvrant la période 1971-2000. En 2020, Météo-France publie une typologie des climats de la France métropolitaine dans laquelle la commune est exposée à un climat océanique et est dans la région climatique  Bretagne orientale et méridionale, Pays nantais, Vendée, caractérisée par une faible pluviométrie en été et une bonne insolation. Parallèlement l'observatoire de l'environnement en Bretagne publie en 2020 un zonage climatique de la région Bretagne, s'appuyant sur des données de Météo-France de 2009. La commune est, selon ce zonage, dans la zone « Intérieur Est », avec des hivers frais, des étés chauds et des pluies modérées.  
Pour la période 1971-2000, la température annuelle moyenne est de 11,3 °C, avec une amplitude thermique annuelle de 12,4 °C. Le cumul annuel moyen de précipitations est de 839 mm, avec 13,5 jours de précipitations en janvier et 6,1 jours en juillet. Pour la période 1991-2020, la température moyenne annuelle observée sur la station météorologique la plus proche, située sur la commune de Moréac à 13 km à vol d'oiseau, est de 12,0 °C et le cumul annuel moyen de précipitations est de 1 043,7 mm,. Pour l'avenir, les paramètres climatiques de la commune estimés pour 2050 selon différents scénarios d'émission de gaz à effet de serre sont consultables sur un site dédié publié par Météo-France en novembre 2022.

## Urbanisme

### Typologie
Au 1er janvier 2024, Pleugriffet est catégorisée commune rurale à habitat dispersé, selon la nouvelle grille communale de densité à sept niveaux définie par l'Insee en 2022.
Elle est située hors unité urbaine et hors attraction des villes,.

### Occupation des sols

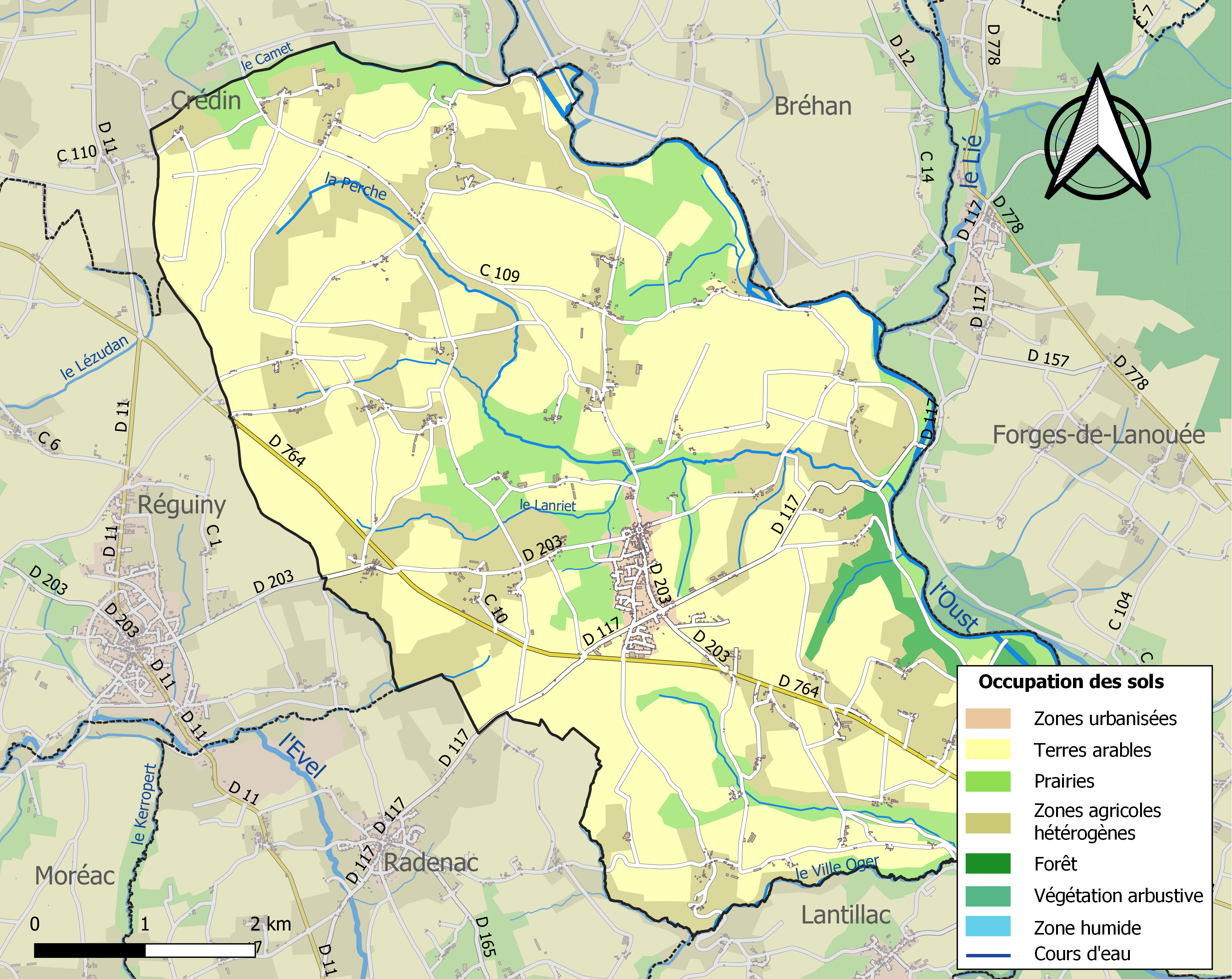
Carte des infrastructures et de l'occupation des sols de la commune en 2018 (CLC).

Le tableau ci-dessous présente l' occupation des sols de la commune en 2018, telle qu'elle ressort de la base de données européenne d’occupation biophysique des sols Corine Land Cover (CLC).
| Type d’occupation                                                                   | Pourcentage | Superficie (en hectares) |
| ----------------------------------------------------------------------------------- | ----------- | ------------------------ |
| Tissu urbain discontinu                                                             | 1,6 %       | 57                       |
| Terres arables hors périmètres d'irrigation                                         | 56,8 %      | 2193                     |
| Prairies et autres surfaces toujours en herbe                                       | 13,9 %      | 537                      |
| Systèmes culturaux et parcellaires complexes                                        | 18,9 %      | 728                      |
| Surfaces essentiellement agricoles interrompues par des espaces naturels importants | 7,1 %       | 274                      |
| Forêts de feuillus                                                                  | 1,8 %       | 69                       |
| Source : Corine Land Cover                                                          |             |                          |

## Toponymie
Le nom de la commune est attesté sous les formes Pluhuduc en 1066, Plooc Griffet en 1295, Griffet in Pleouc en 1298, Pleouc Griffet en 1308 et 1356, et Ploioc en 1330,  Plorec et Ploiec en 1387, Ploegriffet en 1392, Ployeuc Griffet en 1453, Ploegaffec en 1456, Plogrifect en 1630,.
Il s'agit d'un toponyme d'origine brittonique, constitué par un appellatif toponymique issu du moyen ploe « communauté, implantation civile, paroisse », et suivi de l’anthroponyme Huduc. La contraction de ce toponyme avec Griffet, nom d'une seigneurie et d'un hameau situés au nord du territoire communal, produit le nom actuel de la commune.
Le nom de la localité en gallo, langue régionale locale, est Pyeu.
En breton, Ploueg-Grifed[réf. nécessaire].

## Histoire

### Préhistoire et Antiquité
L'origine de la paroisse remonte aux Celtes. Les Romains achevèrent sa création avec la réalisation d'une voie reliant Vannes à Corseul et l'implantation d'un camp.

### Moyen-Âge
Puis les Bretons, au VIe siècle, marquèrent ces lieux de leur empreinte en y laissant des lieux-dits à consonance bretonne : Kerburel, Langonan, Quérant... Le bourg lui-même porte un nom breton que l'on retrouve écrit Ploeuec ou Pleouc en 1298, Ploiec en 1387, et enfin Ployeuc. Dans ces termes, on reconnaît facilement le terme breton plou qui signifie peuple ou paroisse. Au XIIe siècle, le village est donné au prieuré Saint-Martin de Josselin.
À partir de 1453, on a rajouté la terminaison Griffet et Ploueuc-Griffet est devenu Pleugriffet car les seigneurs du château de Griffet avaient haute, moyenne et basse justice et dîme féodale sur toute la paroisse. Mais les gens du pays ont toujours gardé le nom primitif de Pleuc, que l'on prononce dans le patois du terroir Pieu. Le château de Griffet était jadis une forte place dans laquelle il y avait garnison et capitaine. Il était situé à 2 kilomètres du bourg, sur les bords de l'Oust. Les guerres ont entièrement ruiné ce château. La seigneurie de Griffet, fut érigée en marquisat en l'an 1622 et réunie par le roi au marquisat de Coëtlogon, situé dans la paroisse de Laurenan au profit de René, marquis de Coëtlogon.
Selon un aveu de 1471, Pleugriffet était, au sein de la Vicomté de Rohan, une des 46 paroisses ou trèves de la seigneurie proprement dite de Rohan.

### Temps modernes
En 1756, Pleugriffet se trouvait dans la vicomté de Rohan, dans le doyenné de Porhoet et dans la sénéchaussée de Ploërmel.

### Révolution Française
En 1790, Pleugriffet fut érigée en commune du canton de Réguiny et du district de Josselin. Ses habitants prirent une part active à la chouannerie en 1794 et en 1799. Enfin en 1801, la commune intégra définitivement le canton de Rohan. Ainsi s'acheva une histoire administrative chaotique.
Le 12 brumaire an III (2 novembre 1794) l'agent national de Josselin écrit au Comité de salut public que « les municipalités de Cruguel, Plumelec, Saint-Jean, Bignan, Buléon, Radenac, Pleugriffet, Réguiny et Credin ne peuvent plus faire exécuter les lois, ni ordonner les réquisitions des grains, fourrage et charrons. Les brigands |chouans] rôdent dans ces communes et les en empêchent. Ils menacent tous les individus qui désireraient y obtempérer de les assassiner eux et leurs familles et d'incendie leur domicile ».

### XIXesiècle
Au XIXe siècle, la superficie totale de la commune selon le cadastre était de 3860 hectares dont terres labourées 1259 ha, prés et pâturages 223 ha, bois 56 ha, vergers et jardins 79 ha, canal 24 ha, landes et incultes 2104 ha, châtaigneraie 9 ha, surface des propriétés bâties 14 ha. On y parlait le français.

### XXesiècle

#### La Belle Époque
Le 9 mars 1906 l'inventaire des biens d'église fut vainement tenté à Pleugriffet, les paroissiens s'y opposant.

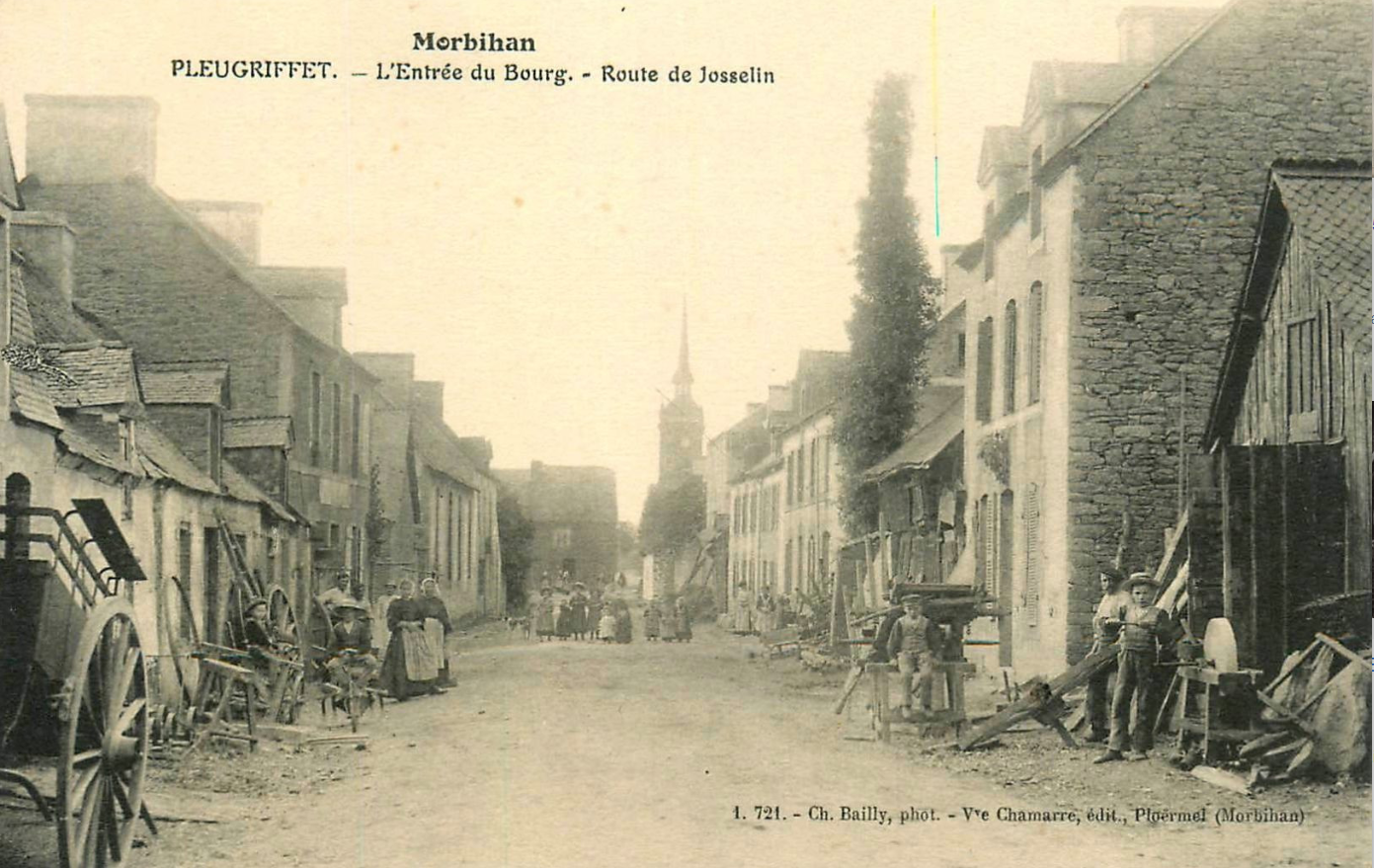
L'entrée du bourg vers 1910 avec au premier plan un atelier de charronnage.

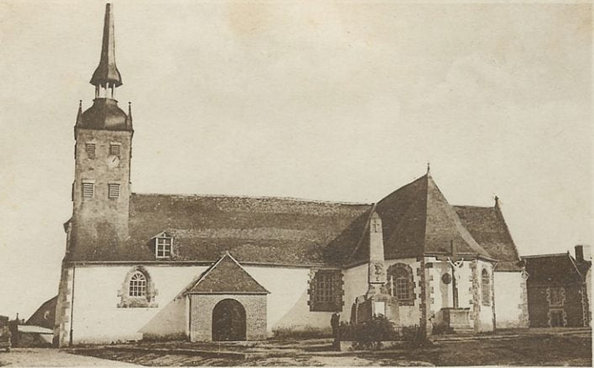
L'ancienne église de Pleugriffet, détruite avant 1954.

Influencés par les travaux de mise en valeur des landes réalisés par les moines de l'abbaye de Timadeuc pour les transformer en terres cultivées, les paysans des communes de Réguiny, Crédin, Pleugriffet , etc.. les imitent au début du XXe siècle.

#### La Première guerre mondiale
Le monument aux morts de Pleugriffet porte les noms de 108 soldats morts pour la France pendant la Première Guerre mondiale ; parmi eux 6 sont morts en Belgique dont 3 dès le 22 août 1914.

#### La Seconde Guerre mondiale
Le monument aux morts de Pleugriffet porte les noms de 7 personnes mortes pour le France pendant la Seconde Guerre mondiale.

#### L'après Seconde Guerre mondiale
Un soldat (Alphonse Jouet) originaire de Pleugriffet est mort pour la France pendant la Guerre d'Indochine et deux (Marcel Julo et Onésime Kerleaux) pendant la Guerre d'Algérie.
À partir de 1954, est édifiée l'actuelle église Saint-Pierre, suivant les plans de l'architecte vannetais Guy Caubert de Cléry. En effet, au début des années 1950, le maire de Pleugriffet, Eugène Lorillé, souhaitait offrir une nouvelle église à ses concitoyens. Selon le maire, l'ancienne église, trop vétuste, menaçait de s'effondrer. Elle est consacrée le 12 août 1956 par monseigneur Eugène Le Bellec. Il s'agit d'un édifice en béton paré de briques, de granite, de mosaîque et d'enduit et qui allie modernité et tradition. Elle est édifiée à l'emplacement de l'ancienne église romane qu'elle remplace. Celle-ci semblait remonter au XIIe siècle pour ses parties les plus anciennes.

## Politique et administration

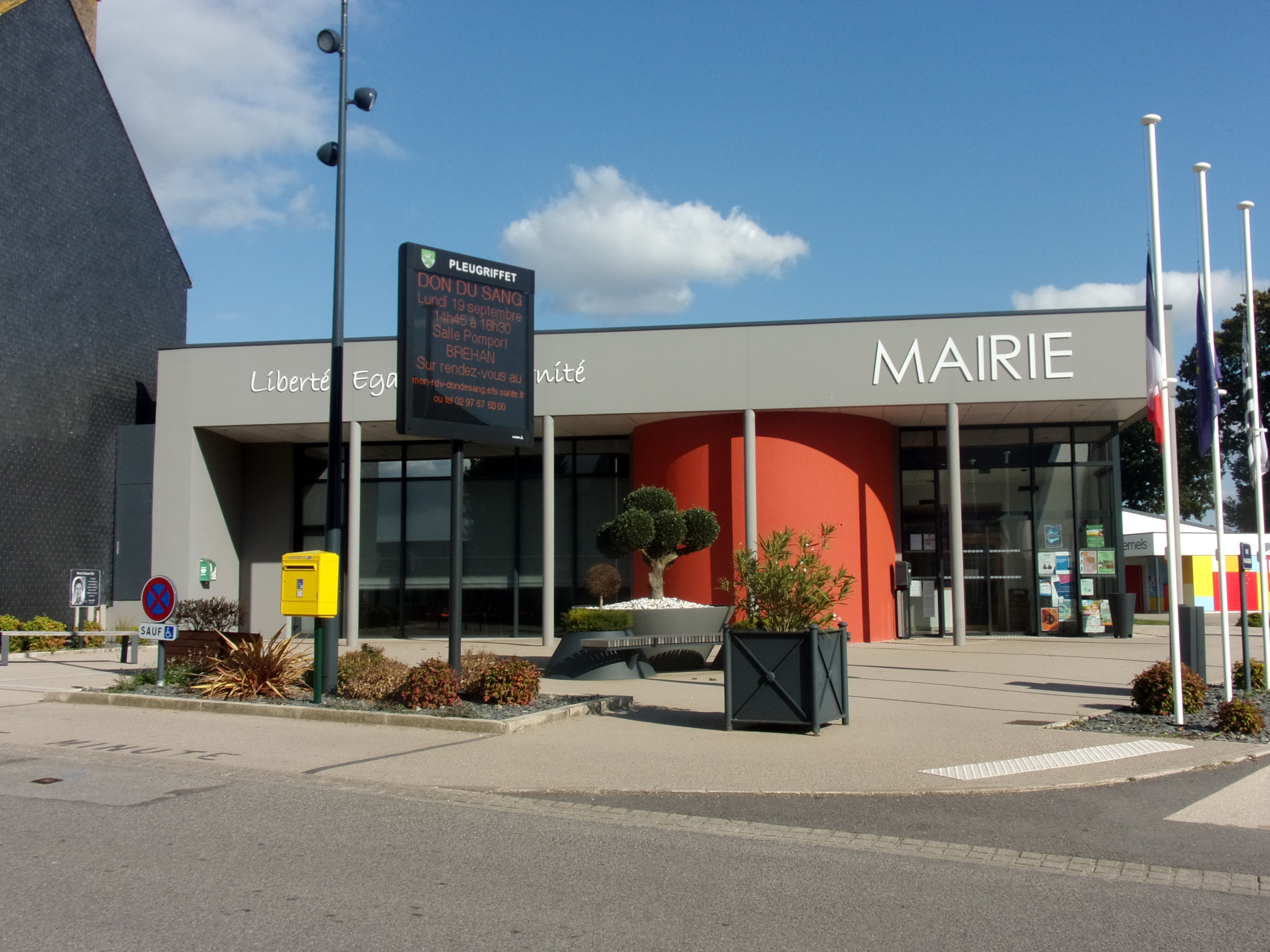
La mairie de Pleugriffet.

| Période                                  | Période     | Identité        | Étiquette | Qualité |
| ---------------------------------------- | ----------- | --------------- | --------- | ------- |
| 1947                                     | 1983        | Eugène Lorillé  |           |         |
| mars 2001                                | 23 mai 2020 | René Jégat      | RPR       |         |
| 23 mai 2020                              | En cours    | Bernard Lécuyer |           |         |
| Les données manquantes sont à compléter. |             |                 |           |         |

## Démographie
L'évolution du nombre d'habitants est connue à travers les recensements de la population effectués dans la commune depuis 1793. Pour les communes de moins de 10 000 habitants, une enquête de recensement portant sur toute la population est réalisée tous les cinq ans, les populations de référence des années intermédiaires étant quant à elles estimées par interpolation ou extrapolation. Pour la commune, le premier recensement exhaustif entrant dans le cadre du nouveau dispositif a été réalisé en 2006.

En 2022, la commune comptait 1 281 habitants, en évolution de +2,07 % par rapport à 2016 (Morbihan : +3,82 %, France hors Mayotte : +2,11 %).
| 1793  | 1800  | 1806  | 1821  | 1831  | 1836  | 1841  | 1846  | 1851  |
| ----- | ----- | ----- | ----- | ----- | ----- | ----- | ----- | ----- |
| 1 488 | 1 439 | 1 564 | 1 531 | 1 730 | 1 629 | 1 600 | 1 663 | 1 618 |

| 1856  | 1861  | 1866  | 1872  | 1876  | 1881  | 1886  | 1891  | 1896  |
| ----- | ----- | ----- | ----- | ----- | ----- | ----- | ----- | ----- |
| 1 627 | 1 629 | 1 688 | 1 631 | 1 638 | 1 667 | 1 794 | 1 875 | 1 972 |

| 1901  | 1906  | 1911  | 1921  | 1926  | 1931  | 1936  | 1946  | 1954  |
| ----- | ----- | ----- | ----- | ----- | ----- | ----- | ----- | ----- |
| 2 006 | 1 992 | 2 005 | 1 766 | 1 790 | 1 851 | 1 774 | 1 734 | 1 625 |

| 1962  | 1968  | 1975  | 1982  | 1990  | 1999  | 2006  | 2011  | 2016  |
| ----- | ----- | ----- | ----- | ----- | ----- | ----- | ----- | ----- |
| 1 589 | 1 528 | 1 358 | 1 198 | 1 105 | 1 124 | 1 188 | 1 180 | 1 255 |

| 2021  | 2022  | - | - | - | - | - | - | - |
| ----- | ----- | - | - | - | - | - | - | - |
| 1 286 | 1 281 | - | - | - | - | - | - | - |

## Culture locale et patrimoine

### Lieux, monuments, art

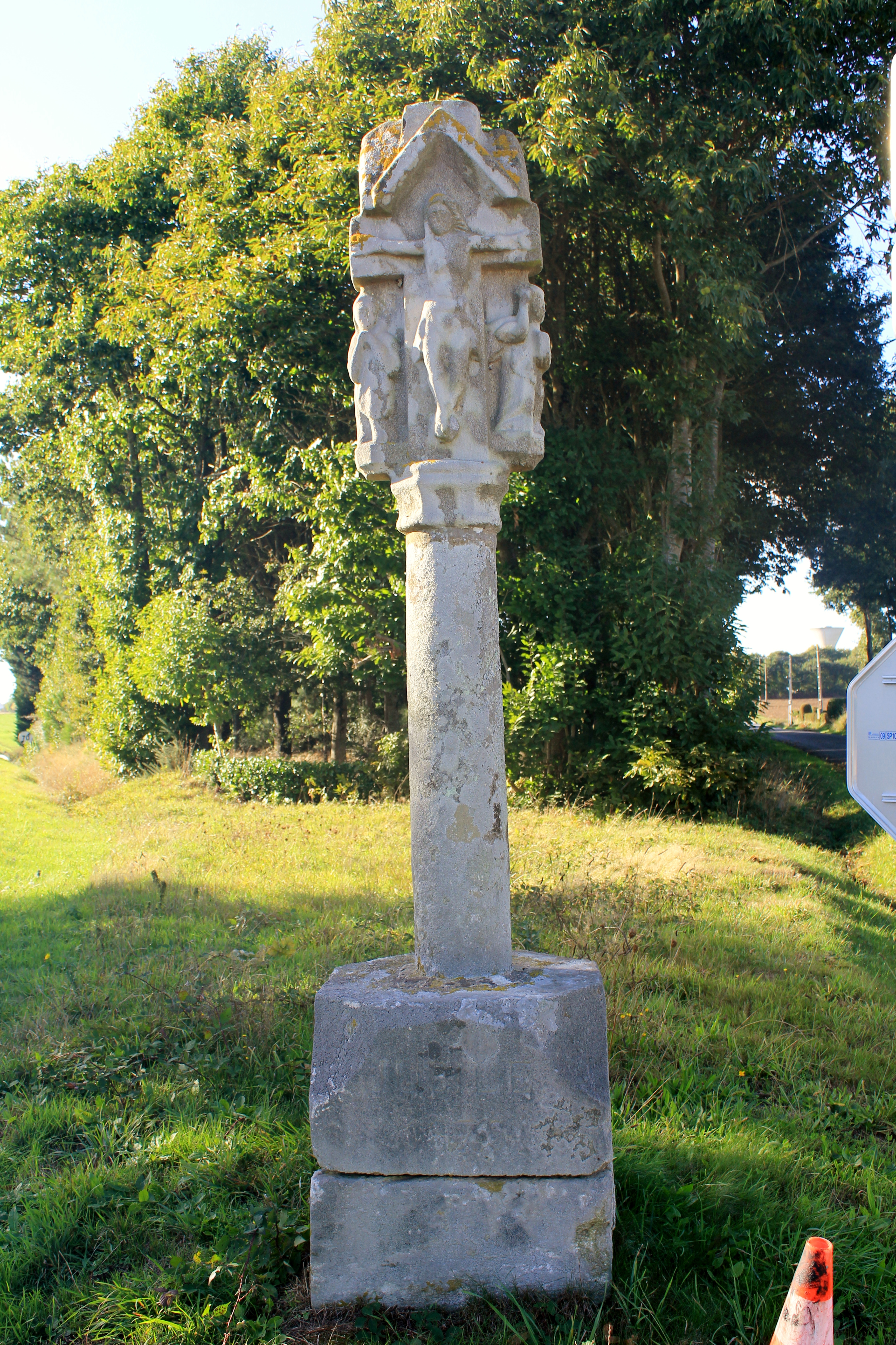
La croix de Landoma.

- L'église paroissiale Saint-Pierre est édifiée en 1954 sur l'emplacement d'une ancienne église romane du XIIe siècle. Les peintures murales sont l'œuvre du peintre Muriel de Bussy. Une statue représente sainte Marguerite debout sur un dragon.
- La croix de Landoma.
- La mairie de Pleugriffet possède deux toiles du peintre Roland Dubuc (1924-1998) et quatre œuvres du peintre essentialiste Alain Le Nost .

### Dans la culture populaire
Jean-Yves Lafesse a réalisé un canular téléphonique dans lequel il évoquait la commune de Pleugriffet.

### Héraldique
|  | Les armoiries de Pleugriffet se blasonnent ainsi : Coupé de sinople et d’hermine, au lion de l’un en l’autre, armé, lampassé et couronné d’or, et accompagné en chef de deux mâcles du même. |